# Рондини, Марко
Марко Рондини (итал. Marco Rondini, родился 23 января 1968 года в Милане) — итальянский политик, депутат Палаты депутатов Италии от партии «Лига Севера».

## Биография
По образованию врач-стоматолог. Избран в Палату депутатов Италии 29 апреля 2008 года по итогам парламентских выборов от III избирательного округа Ломбардия 1 по списку партии «Лига Севера». Переизбран по итогам парламентских выборов 2013 года. С 19 марта 2013 года состоит в партии «Лига Севера». Заседает в XII комиссии (по социальным вопросам) с 7 мая 2013 года.